# Magland
Magland é uma comuna francesa na região administrativa de Auvérnia-Ródano-Alpes, no departamento da Alta Saboia. Estende-se por uma área de 40.32 km². Em 2010 a comuna tinha 3 328 habitantes (densidade: 82,5 hab./km²).